# Leonard Hofstadter
Pour les articles homonymes, voir Hofstadter.
 (août 2022).
Si vous disposez d'ouvrages ou d'articles de référence ou si vous connaissez des sites web de qualité traitant du thème abordé ici, merci de compléter l'article en donnant les références utiles à sa vérifiabilité et en les liant à la section « Notes et références ».
Dr Leonard Leakey Hofstadter est l’un des personnages principaux de la série télévisée américaine The Big Bang Theory, diffusée depuis 2007 sur le réseau CBS. Il est joué par l'acteur américain Johnny Galecki. Il s'agit d'un physicien expérimental diplômé de l'Université de Princeton qui vit en colocation avec le Dr Sheldon Cooper dans un immeuble situé à Pasadena, en Californie. Ses travaux portent généralement sur les lasers, mais il a étudié des sujets tels que le condensat de Bose-Einstein ou encore les rayons cosmiques. Il a obtenu son doctorat à l'âge de 24 ans.
Il a un QI de 173 (sur l'échelle de Cattell).

## Biographie
Leonard est né dans une famille de scientifiques accomplis : sa mère est une éminente neuropsychiatre qui l'a élevé avec distance et froideur, son père est anthropologue, sa sœur est une chirurgienne qui serait sur le point de trouver un traitement pour le diabète, et son frère est professeur et titulaire de la chaire de droit à Harvard. Sa grand-mère est atteinte de la maladie d'Alzheimer.
En 2003, il emménage dans l'appartement de Sheldon malgré son caractère insupportable et ce dernier lui sauve la vie : en voulant créer un carburant pour une fusée de Howard, Leonard déclenche une réaction instable, il veut évacuer le carburant par l'ascenseur et Sheldon sort alors Leonard de la cabine quelques secondes avant qu'elle n'explose — cet événement explique également pourquoi l'ascenseur ne fonctionne pas pendant la série. C'est également Sheldon qui chasse Joyce Kim, une espionne nord-coréenne qui se faisait passer pour une étudiante, avant que Leonard ne lui révèle ses projets top secrets. Depuis, Leonard s'attache à rendre l'appartement vivable en le meublant et le décorant.
En 2007, Leonard rencontre sa nouvelle voisine de palier, Penny, dont il tombe instantanément amoureux. Il parvient à l'intégrer à son groupe d'amis (Sheldon, Howard et Rajesh) et à l'initier à ses passions pour la science-fiction, les comics et la physique. Il finit par sortir avec elle lors de la saison 3 avant que celle-ci ne rompe, car elle n'a pas su répondre au Je t'aime de Léonard. Il commence une relation lors de la saison 4 avec la sœur de Raj, Priya, avec qui il entretenait précédemment des relations sexuelles épisodiques. Cette relation se termine dans la saison 5 après que Priya l'a trompé avec son ex. Il se remet cependant en couple avec Penny dans la même saison et dans le dernier épisode de la saison 7, il la demande en mariage et cette dernière accepte. Dans le dernier épisode de la saison 8, ils partent tous les deux à Las Vegas pour se marier. Le mariage se déroule dans l'épisode 1 de la saison 9. 
Bien que rabroué régulièrement sur son supposé manque de compétences par Sheldon, il est estimé dans la communauté scientifique et embauché comme physicien expérimental sur une mission en mer du Nord par Stephen Hawking à l'issue de la saison 6.

## Caractère
Leonard est très proche de ses amis Sheldon (dont il est le colocataire), Howard et Rajesh, mais c'est celui qui se veut le plus ouvert socialement des quatre. Il essaie de ne pas se faire passer pour un nerd, en particulier devant sa voisine Penny. Ainsi, il est plutôt contre les parties de klingon boggle. C'est sans aucun doute celui qui fait le plus d'efforts pour avoir une « vie normale ». Il se dit prêt à se séparer de sa collection de comics et essaie toujours d'intégrer le cercle social de Penny. Pour cela, il tente de se faire des amis « moins geeks » que ceux qu'il a déjà, en essayant de se familiariser au football américain par exemple.

## Famille
Tous les membres de la famille de Leonard sont des scientifiques accomplis, excepté son petit frère Michael, qui est un professeur de droit à la faculté de droit de Harvard.
La mère de Leonard, le docteur Beverly Hofstadter, est une psychiatre et une neuroscientifique. Elle a une personnalité presque identique à celle de Sheldon, y compris des modèles de discours stricts, le manque de conventions sociales et le souci du détail. Elle est principalement responsable de l'enfance difficile de Léonard, en partie car elle a écrit un livre sur son enfance et l'a élevé dans un modèle où l'affection maternelle devait se mériter. Sheldon et Beverly ont une relation amicale où ils partagent les détails de leurs vies, oubliant souvent de transmettre des informations significatives comme le divorce des parents de Leonard ou la mort de la chienne de Leonard, Mitzy. Leonard est vexé qu'elle se sente plus proche et amicale avec Sheldon qu'avec lui. Après une soirée de lien et boisson avec Penny, Beverly embrasse Sheldon, mais se rend compte qu'il n'y a aucun sentiment romantique impliqué. À cause de sa mère, Léonard n'a jamais célébré son anniversaire étant enfant. Il révèle aussi à Penny, qu'étant en manque d'affection dans son enfance, il a construit une « machine à câlins », que son père lui empruntait parfois. Beverly rabaisse souvent Léonard en indiquant que son frère ou sa sœur ont plus de succès que lui.

## Anecdotes
Son nom est sans doute inspiré du physicien américain Robert Hofstadter, prix Nobel de physique en 1961, et père de Douglas Hofstadter, prix Pulitzer en 1980. Les prénoms des deux personnages Sheldon et Leonard viennent du producteur Sheldon Leonard, qui a produit des shows télévisés, et dont Bill Prady et Chuck Lorre sont fans.
On peut apprendre dans l'épisode 24 de la saison 5 que Leonard vit à Cordova St, Pasadena, Californie grâce à une vue Google Earth de l'appartement.